# Romazières
Romazières ist eine französische Gemeinde mit 83 Einwohnern (Stand: 1. Januar 2022) im Département Charente-Maritime in der Region Nouvelle-Aquitaine (vor 2016: Poitou-Charentes); sie gehört zum Arrondissement Saint-Jean-d’Angély und zum Kanton Matha. Die Einwohner werden Romaziens und Romaziennes genannt.

## Geographie
Romazières liegt etwa 69 Kilometer ostsüdöstlich von La Rochelle in der Saintonge. Umgeben wird Romazières von den Nachbargemeinden Saleignes im Westen und Norden, Aubigné im Norden und Nordosten, Villiers-Couture im Osten, Fontaine-Chalendray im Süden, Seigné im Südwesten, Néré im Südwesten und Westen sowie Les Éduts im Westen.

## Bevölkerungsentwicklung
| Jahr                       | 1962 | 1968 | 1975 | 1982 | 1990 | 1999 | 2006 | 2019 |
| Einwohner                  | 155  | 138  | 128  | 102  | 99   | 80   | 68   | 70   |
| Quellen: Cassini und INSEE |      |      |      |      |      |      |      |      |

## Sehenswürdigkeiten
- Kirche Notre-Dame-de-l’Assomption aus dem 12. Jahrhundert, seit 1935 als Monument historique eingeschrieben

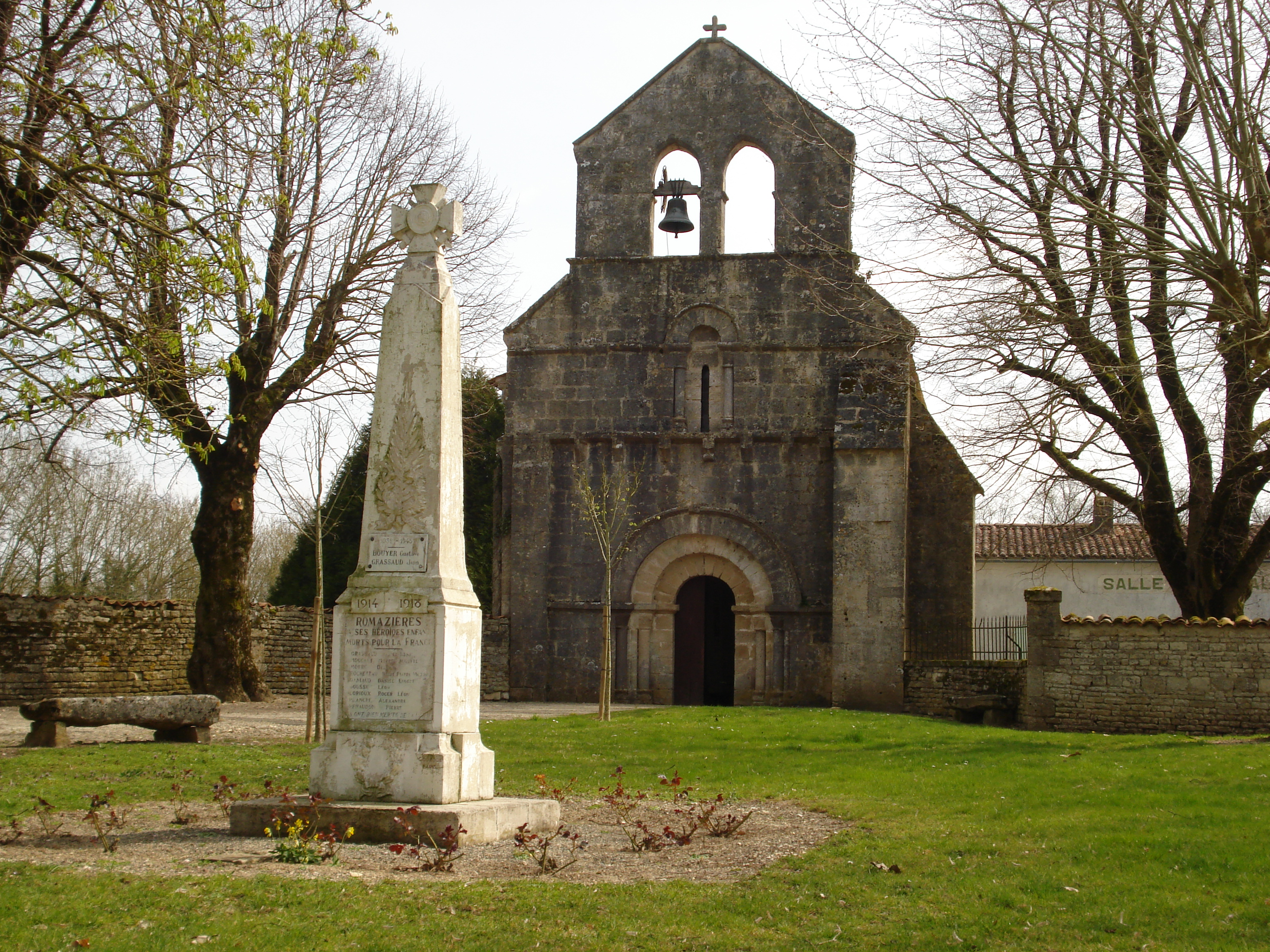
Kirche Notre-Dame-de-l’Assomption